# Wigparadox

De wigparadox

Animatie van wigparadox

De wigparadox is een optische illusie die op de toeschouwer paradoxaal overkomt. Op de afbeelding hiernaast staat de wigparadox in beeld gebracht. Er staan twee, op het eerste gezicht even grote, vierkleurige driehoeken, beide opgebouwd uit dezelfde vormen, die enkel anders gerangschikt zijn. Er ontstaat een paradox doordat in de onderste figuur een vakje meer nodig lijkt te zijn om de driehoek te vormen.
Volgens Martin Gardner is deze puzzel in 1953 bedacht door de amateurgoochelaar Paul Curry uit New York. De wigparadox wordt daarom ook de paradox van Curry genoemd. Het principe van dergelijke paradoxen is echter al sinds circa 1860 bekend.

## Verklaring

Wiskundige voorstelling

Deze wigparadox berust op een misleiding. Op het eerste gezicht lijken de beide veelkleurige figuren op driehoeken, maar dat zijn ze niet. De veronderstelde 'schuine zijde' is in beide figuren geen rechte lijn. Dit wordt veroorzaakt doordat de rode en de blauwe driehoek niet gelijkvormig zijn. Op de overgang tussen het blauwe en rode gebied maakt deze lijn in beide figuren een knik. In de bovenste figuur is de knik instulpend en in de onderste uitstulpend. Het overgangspunt in de bovenste figuur ligt hoger dan hetzelfde punt in de onderste figuur. Dit laatste is in de tekening goed te zien door de ruitjes. Het verschil in oppervlakte tussen de instulpende en uitstulpende figuur is precies één hokje, dit is het hokje dat in de onderste figuur 'over' lijkt te zijn.
De veronderstelde hypotenusa is geen rechte lijn omdat de blauwe driehoek en de rode driehoek niet gelijkvormig zijn. Voor gelijkvormige driehoeken geldt dat paren overeenkomstige zijden gelijke verhoudingen hebben. In de grotere rode driehoek verhouden de rechte zijden zich tot elkaar als 3:8, dus gelijk aan 0,375, en in de kleinere blauwe driehoek verhouden de rechte zijden zich als 2:5, wat gelijk is aan 0,4. Deze verhoudingen zijn weliswaar bijna aan elkaar gelijk, maar toch verschillend.

## Rij van Fibonacci
Soortgelijke figuren kunnen ook gemaakt worden met andere verhoudingen. De bovenstaande getallen 2, 3, 5 en 8 zijn vier opeenvolgende getallen uit de rij van Fibonacci. Omdat de verhoudingen van opeenvolgende getallen in deze rij convergeren naar de gulden snede, zullen de gebruikte verhoudingen (zoals hierboven 2:5 en 3:8) waarbij een getal wordt overgeslagen convergeren naar het kwadraat van de gulden snede. Hierdoor wordt het effect bereikt van de ogenschijnlijke gelijkvormigheid van de twee driehoeken die langs de "hypotenusa" van de grote figuur liggen. De twee driehoeken laten in de grote "driehoek" nog een rechthoek open. In het voorbeeld heeft die rechthoek in het ene geval de afmetingen 3 bij 5 en in het andere geval 2 bij 8. Zij hebben dus oppervlakten 3 × 5 = 15 en 2 × 8 = 16. Precies een verschil van 1. Algemeen geldt voor de termen in de rij van Fibonacci:
{\displaystyle F_{n}F_{n-1}-F_{n-2}F_{n+1}=\pm 1.}
Bijgevolg kunnen ook andere figuren, die hetzelfde verschijnsel vertonen, gemaakt worden met vier andere, opeenvolgende getallen uit de rij van Fibonacci.